# Leptogenys honoria
Leptogenys honoria é uma espécie de formiga do gênero Leptogenys, pertencente à subfamília Ponerinae.